# Vjačaslaŭ Hleb
Vjačaslaŭ Paŭlavič Hleb (bje.: Вячаслаў Паўлавіч Глеб) (Minsk, 12. veljače 1983.) bivši je bjeloruski nogometaš. Njegov stariji brat Aljaksandr također se bavio nogometnom.

## Klupska karijera
Vjačeslav je profesionalnu karijeru započeo u Dinamu iz Minska 2000. godine. Već 2001. seli se u inozemstvo, igra za VfB Stuttgart II gdje je igrao do 2004. Sljedeće dvije godine igra u HSV-u i Grasshoppersu. Godine 2005. ponovo se vraća u Bjelorusiju u MTZ-RIPO Minsk. Zatim igra u Kini za Shanghai Shenhua,  te kratko u Shenzhenu Ruby. Od 2011. igrao je za Dinamo Minsk, FSV Frankfurt, Gomel, Kalloni, te za Torpedo-BelAZ za koji i sada igra.

## Reprezentativna karijera
Za reprezentaciju Bjelorusije igra od 2003. do 2011. godine. Nastupio je u 43 utakmice i postigao 12 golova. 
| #  | datum              | mjesto                                   | protivnik | rezultat | iskod      | događaj                             |
| -- | ------------------ | ---------------------------------------- | --------- | -------- | ---------- | ----------------------------------- |
| 1  | 18. kolovoz 2004.  | Atatürk stadion, Denizli                 | Turska    | 1–2      | pobjeda    | prijateljska                        |
| 2  | 9. veljače 2005.   | Stadion Dyskobolia                       | Poljska   | 1–3      | pobjeda    | prijateljska                        |
| 3  | 15. studenog 2006. | A. Le Coq Arena                          | Estonija  | 1–2      | poraz      | prijateljska                        |
| 4  | 7. veljače 2007.   | Azadi stadion, Tehran                    | Iran      | 2–2      | neodlučeno | prijateljska                        |
| 5  | 7. veljače 2007.   | Azadi stadion, Tehran                    | Iran      | 2–2      | neodlučeno | prijateljska                        |
| 6  | 4. veljače 2008.   | Ta' Qali stadion, Attard                 | Armenija  | 1–2      | poraz      | prijateljska                        |
| 7  | 26. ožujka 2008.   | Dinamo stadion, Minsk                    | Turska    | 2–2      | neodlučeno | prijateljska                        |
| 8  | 10. rujna 2008     | Estadi Comunal d'Aixovall                | Andora    | 1–3      | pobjeda    | kvalifikacije za Svjetsko prvenstvo |
| 9  | 11. kolovoza 2010. | S. Darius and S. Girėnas stadion, Kaunas | Litva     | 0–2      | pobjeda    | prijateljska                        |
| 10 | 11. kolovoza 2010. | S. Darius and S. Girėnas stadion, Kaunas | Litva     | 0–2      | pobjeda    | prijateljska                        |
| 11 | 17. studenog 2010. | Seeb stadion, Seeb                       | Oman      | 0–4      | pobjeda    | prijateljska                        |
| 12 | 9. veljače 2011.   | Atatürk stadion, Antalya                 | Kazahstan | 1–1      | neodlučeno | prijateljska                        |

## Uspjesi
- Bjeloruski nogometni kup: 2007. – 2008.

## Vanjske poveznice
- Transfermarkt profil